# Meritites (Hofdame)
Meritites war eine Prinzessin der altägyptischen 5. Dynastie. Sie war eine Enkelin von König Niuserre.

## Herkunft und Familie
Meritites' Mutter war Chamerernebti, eine Tochter von Niuserre. Ihr Vater war der Wesir Ptahschepses. Sie hatte vier Brüder namens Ptahschepses, Qednes, Kahotep und Hemachti sowie möglicherweise eine Schwester unbekannten Namens. Über einen möglichen Ehemann oder Kinder von Meritites ist nichts bekannt.

## Titel
Meritites trug die Titel einer Hofdame (rḫ.t nsw.t), des einzigen Königsschmucks (ẖkr.t nsw.t wˁt.t) und einer Königstochter (s3.t nsw.t).

## Grabstätte
Meritites wurde zusammen mit ihrer Mutter Chamerernebti, ihrem Bruder Kahotep und einer namentlich nicht bekannten Prinzessin (vielleicht eine Schwester) im sogenannten Grab der Prinzessinnen zwischen der Mastaba ihres Vaters und dem Totentempel der Niuserre-Pyramide in Abusir beigesetzt.